# Bataille de Fougères
Vous lisez un « article de qualité » labellisé en 2019.
Pour les articles homonymes, voir Siège ou bataille de Fougères.
Guerre de Vendée
Batailles
La bataille de Fougères a lieu le 3 novembre 1793 au cours de la virée de Galerne, pendant la guerre de Vendée. Elle oppose les troupes de l'Armée catholique et royale et les troupes républicaines de Fougères, huit mois après le début de l'insurrection vendéenne et en pleine guerre entre la France et la première coalition, qui inclut notamment la Grande-Bretagne.
Après sa défaite à la bataille de Cholet en octobre 1793, l'armée vendéenne traverse la Loire et occupe Laval. L'état-major hésite alors entre plusieurs options stratégiques : regagner la Vendée, marcher sur Rennes pour susciter une insurrection en Bretagne ou bien se rapprocher des côtes et s'emparer d'un port de la Manche dans l'espoir de recevoir des secours des Britanniques et des émigrés présents à Jersey. 
L'armée vendéenne prend finalement le chemin de Fougères, ce qui a l'avantage de la rapprocher à la fois de la Manche et de Rennes. L'assaut aboutit à une victoire facile des Vendéens : inférieurs en nombre et mal commandés, les républicains sont écrasés et abandonnent la ville, laissant derrière eux des centaines de morts et de prisonniers.
L'armée vendéenne occupe la ville pendant cinq jours durant lesquels elle s'emploie à se ravitailler et à recruter des partisans. Elle reçoit deux émissaires émigrés porteurs de dépêches du gouvernement britannique qui conseillent de se détourner de Rennes et de suivre le plan anglais. L'armée reprend sa route le 8 novembre en direction de Dol-de-Bretagne, hésitant entre une attaque de Saint-Malo ou de Granville. Mais la jonction avec les Britanniques s'avère impossible et l'armée vendéenne repart vers le sud.
Réoccupée à la mi-novembre, Fougères repasse définitivement sous le contrôle des républicains le 5 décembre. La région devient un des foyers de la chouannerie après la défaite de l'armée vendéenne à Savenay, en Loire-Inférieure, le 23 décembre.

## Contexte

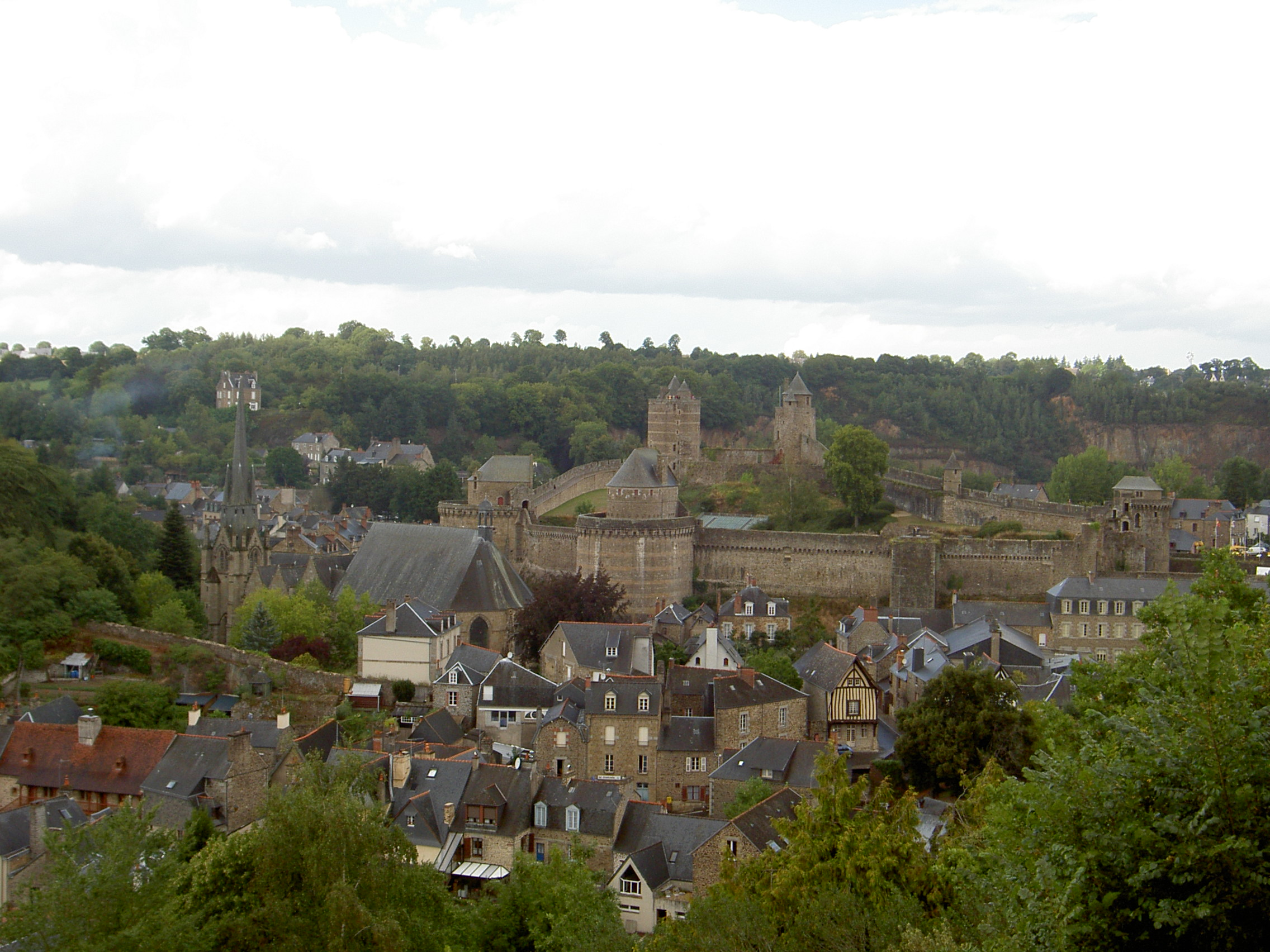
Vue en 2006 de la vieille ville et du château de Fougères, depuis le jardin public.

Lors de la Révolution française, le district de Fougères, situé à l'extrême nord-est du département d'Ille-et-Vilaine, connait de nombreuses agitations contre-révolutionnaires. De 1791 à 1793, il est l'épicentre de la conjuration bretonne du marquis de La Rouërie. En août 1792, une insurrection royaliste éclate dans le département voisin de la Mayenne, à Saint-Ouën-des-Toits, et dans les semaines qui suivent les insurgés mayennais, dirigés par Jean Cottereau, dit « Jean Chouan », font plusieurs incursions dans les régions de Fougères et de Vitré. En mars 1793, une vaste insurrection contre la levée en masse secoue plusieurs régions du nord-ouest de la France et notamment le district de Fougères, où 21 paroisses prennent les armes,. Plusieurs milliers de paysans tentent d'entrer dans la ville le 19 mars, mais sont facilement repoussés par les gardes nationaux. Le 24 mars, la révolte est matée. Le bilan est d'une quinzaine d'insurgés tués et d'une centaine d'autres faits prisonniers, dont 14 sont condamnés à mort et guillotinés le 13 avril et le 22 mai,. Les troubles s'apaisent mais ne disparaissent pas totalement. Dans les mois qui suivent, de nombreux jeunes gens refusent l'enrôlement et se cachent dans la forêt de Fougères.
Cependant si les révoltes de mars 1793 sont réprimées au nord de la Loire, il n'en est pas de même au sud, où elles marquent le début de la guerre de Vendée. Après plusieurs mois de combats indécis, les insurgés vendéens de l'Armée catholique et royale subissent une lourde défaite face aux républicains à la bataille de Cholet, le 17 octobre 1793. Acculés, les Vendéens franchissent la Loire les 18 et 19 octobre et passent au nord du fleuve, ce qui provoque le début de la campagne de la virée de Galerne. 
Après avoir franchi la Loire, les Vendéens filent vers le département de la Mayenne et s'emparent de Laval le 22 octobre. La nouvelle arrive à Fougères le 23 ou le 25 octobre, provoquant l'inquiétude de la ville qui redoute d'être attaquée à son tour,,. Des dispositions défensives sont prises par le capitaine Rallier, ancien officier du génie,. Le passage de la porte Roger, à l'est, est notamment barricadé et rendu impraticable. 
Les royalistes de la région sortent également de la clandestinité. Le 24 octobre, une troupe de 260 hommes du pays de Fougères, commandée par Aimé Picquet du Boisguy, jointe à une autre de 500 à 600 hommes des environs de Vitré et de l'ouest de la Mayenne, dirigée par Louis Hubert, Jean Chouan et les frères Pinçon, vient rejoindre l'armée vendéenne à Laval et est placée sous les ordres du prince de Talmont,,,,. Le 25 octobre, d'autres insurgés parcourent les communes de Balazé et de La Bouëxière, où ils désarment Boissier-Malherbe, le commandant de la garde nationale de Fougères. Celui-ci est dénoncé comme suspect par le comité de surveillance et est assigné à résidence sur ordre du représentant en mission, Pierre Pocholle,.
Le 27 octobre 1793, le nom de « chouans » apparaît pour la première fois dans un document de l'administration républicaine, lorsque le district de Fougères rapporte dans son registre des délibérations : « Les cultivateurs sont dans l'état d'inquiétude et d'alarme, les brigands sont à Balazé, quinze brigands de la Petite Vendée à la tête desquels sont les chouans frères. Il semble que ces hommes étaient les mêmes que ceux qui firent une incursion à la mi-août sur Moncontour, Châtillon, Parcé »,. Le terme va rapidement devenir usuel pour désigner les insurgés du nord de la Loire,.

## Forces en présence

### Armée républicaine
Lorsque l'armée vendéenne franchit la Loire le 18 octobre 1793, la ville de Fougères n'a pour garnison que sa garde nationale et un bataillon de chasseurs. Comme les autres villes de la région, elle redoute une attaque et demande des renforts. Les inquiétudes redoublent après la prise de Laval, les administrateurs des districts de la région s'attendent dès lors à ce que les Vendéens marchent sur Fougères ou Vitré en vue d'attaquer Rennes. Le représentant Pierre-Pomponne-Amédée Pocholle, alors en mission en Ille-et-Vilaine, ordonne de ravitailler Fougères en grain afin qu'elle puisse accueillir une importante garnison. Quelques jours après, le directoire d'Avranches annonce l'envoi à Fougères de 800  à   900 hommes du 8e bataillon de volontaires du Calvados et de la garde nationale avec quatre canons. Le 24 octobre, le district de Mortain annonce également le départ de 300 hommes. Le 30 octobre à Avranches, le représentant en mission Garnier de Saintes écrit au général Vergnes, à Rennes, qu'il veut protéger Fougères et que 3 000 hommes et huit pièces de canons seront présents dans ce poste le lendemain. Les soldats sont logés à la Retraite, aux Urbanistes, ou bien chez l'habitant.
La garnison est placée sous le commandement de l'adjudant-général Simon-Pierre Brière, qui arrive à Fougères le 26 octobre,. Il est suivi le 1er novembre par un officier du génie, Alexandre Magnus d'Obenheim, envoyé depuis Cherbourg pour disposer les moyens de défense,. Au moment de l'attaque des Vendéens, la garnison de la ville comprend le bataillon de chasseurs de la Charente, le 19e bataillon d'infanterie légère, dit les chasseurs d'Imbert, le 6e bataillon de volontaires de la Côte-d'Or,, le 3e bataillon de volontaires du Calvados, le 8e bataillon de volontaires du Calvados,, un bataillon de volontaires de Seine-et-Oise, une compagnie détachée de canonniers de la section du Contrat-Social, et 3 000  à   4 000 hommes pris parmi les gardes nationales de Fougères et d'autres communes du district, comme Saint-Georges-de-Reintembault, Louvigné-du-Désert, Antrain, La Bazouge-du-Désert et Saint-Marc-le-Blanc, ou bien de communes normandes comme Mortain, Vire, Coutances, Granville, Saint-James et Sourdeval,,. Cependant d'après le journal de d'Obenheim, la moitié des gardes nationaux ne sont armés que de piques. Au total, l'ensemble de ces forces rassemble environ 6 000  à   6 500 hommes,.

### Armée vendéenne
L'Armée catholique et royale est alors sous les ordres du jeune Henri de La Rochejaquelein, tandis que le commandement en second est assuré par Jean-Nicolas Stofflet. Un conseil militaire est formé à Laval pour succéder au Conseil supérieur de la Vendée,. Présidé par Guy Joseph de Donnissan, il est composé d'une douzaine ou d'une vingtaine d'officiers,,. Cependant, le conseil manque d'autorité réelle, une indécision extrême y règne, les débats y sont souvent l'objet de disputes et un grand nombre de personnes y assistent, y compris des femmes d'officiers,.
Concernant les effectifs, la plupart des témoignages de l'époque s'accordent sur le nombre d'environ 30 000 combattants à pied et 30 à 50 pièces d'artillerie,,. Dans son journal, Alexandre d'Obenheim chiffre également les forces vendéennes à 30 000 hommes, dont 400 cavaliers, et indique que leur artillerie est constituée de 30 à 40 canons, dont une pièce de 12 livres, trois ou quatre pièces de 8 livres et 30 à 40 pièces de 4 livres,. Dans ses mémoires, la marquise de La Rochejaquelein affirme que l'armée dispose de précisément 36 canons lorsqu'elle quitte Laval.  
La cavalerie vendéenne est forte de 200 à 900 hommes d'après les différents témoignages des contemporains. Elle aurait plutôt compté 1 200 à 3 000 hommes, mais seuls 200 ont une réelle valeur militaire,. Cette cavalerie est sous les ordres d'Antoine-Philippe de La Trémoille, prince de Talmont, qui a pour adjoints Forestier, Bérard, Cacqueray, Bernes et Sarrazin. L'artillerie est dirigée par Gaspard de Bernard de Marigny et Philippe Joseph de Perreau. L'infanterie est répartie à Laval en cinq divisions, commandées par Fleuriot, des Essarts, Piron de La Varenne ou Villeneuve du Cazeau, Lyrot et Royrand,. Depuis la prise de Laval, l'armée vendéenne est également renforcée par environ 6 000 à 10 000 Bretons et Mayennais, désignés sous le nom de « Petite Vendée ».
L'organisation de l'armée vendéenne est cependant rudimentaire et aucun service d'intendance n'existe. Pour se nourrir, les soldats sont contraints de vivre aux dépens des villes et des campagnes traversées. L'armée est également accompagnée d'une foule de blessés, de malades, de femmes, d'enfants, de vieillards et d'ecclésiastiques, qui ont fui les exactions républicaines au sud de la Loire. Le nombre des non-combattants rapporté par les témoins de l'époque fait l'objet de fortes divergences, allant de 10 000 à 120 000,.

## Prélude

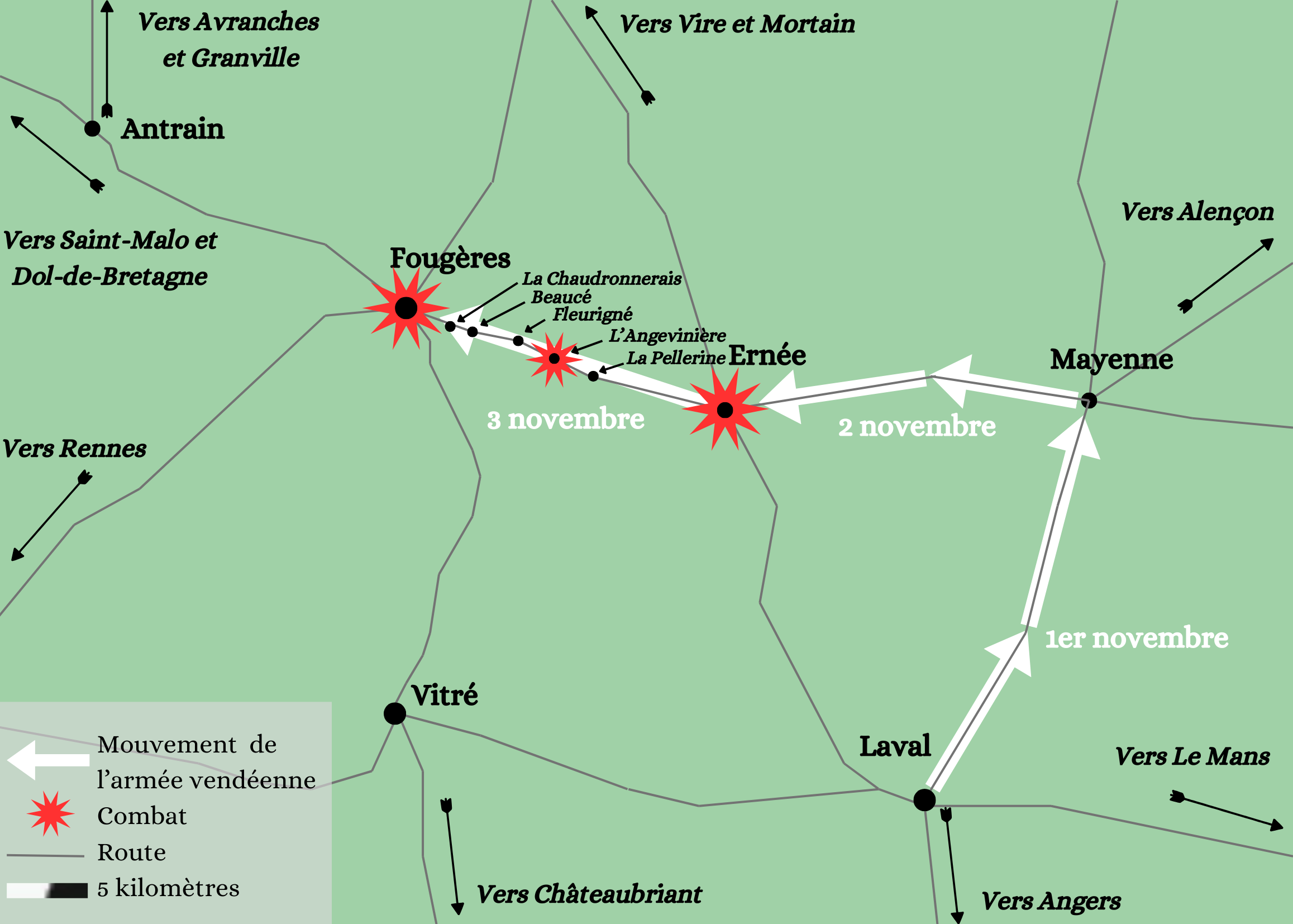
Parcours de l'armée vendéenne de Laval à Fougères entre le 1er et le 3 novembre 1793.

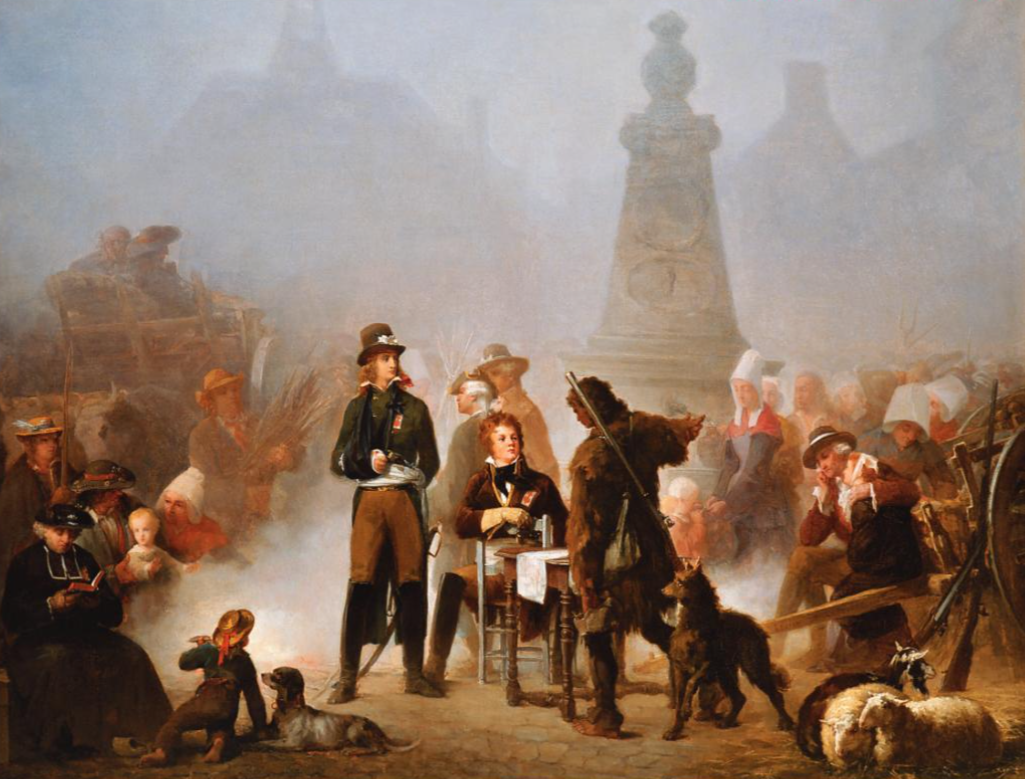
Henri de La Rochejaquelein, le prince de Talmont et Jean Chouan à Mayenne en 1793, huile sur toile de Lucien Nouël de Latouche, 1864, Historial de la Vendée, Les Lucs-sur-Boulogne.

À Laval, les Vendéens prennent quelques jours de repos et repoussent une offensive républicaine à la bataille d'Entrammes le 26 octobre, mais le conseil militaire est toujours indécis,. Talmont propose de marcher sur Paris ou bien de tenter de rejoindre les Autrichiens supposés être en Picardie,. Ce plan rencontre l'opposition de La Rochejaquelein, qui penche pour un retour en Vendée ou bien pour une offensive sur Rennes afin de provoquer l'insurrection de la Bretagne,. Ce dernier plan est également activement soutenu par Stofflet.
Le 25 octobre, les administrateurs de Fougères envoient les 400 hommes du 8e bataillon du Calvados à Ernée, un gros bourg situé à mi-chemin de la route de Laval. Environ 17 000 réquisitionnaires sont également rassemblés dans la ville de Mayenne sur ordre du général Rossignol et placés sous le commandement du général Lenoir de La Cochetière,. Beaucoup ne sont cependant armés que de piques et de bâtons, et le 30 octobre la vue de seulement six cavaliers vendéens à Martigné-sur-Mayenne suffit à provoquer une panique générale,. Le 1er novembre, l'armée vendéenne sort de Laval et se porte sur Mayenne. Le conseil militaire vendéen étant alors toujours indécis, Stofflet, à la tête de l'avant-garde, prend l'initiative de la marche et entraîne avec lui le reste de l'armée,,. Lenoir tente alors de faire déployer ce qui reste de ses troupes, mais une fois encore les réquisitionnaires paniquent avant d'apercevoir le moindre combattant vendéen. Mayenne est évacuée sans combat et Lenoir se replie en désordre sur Alençon. La ville est ensuite prise dans la soirée par l'armée vendéenne qui s'y arrête pour la nuit. Pendant ce temps à Ernée, le 8e bataillon du Calvados et d'autres réquisitionnaires prennent également la fuite et se replient sur Fougères,.

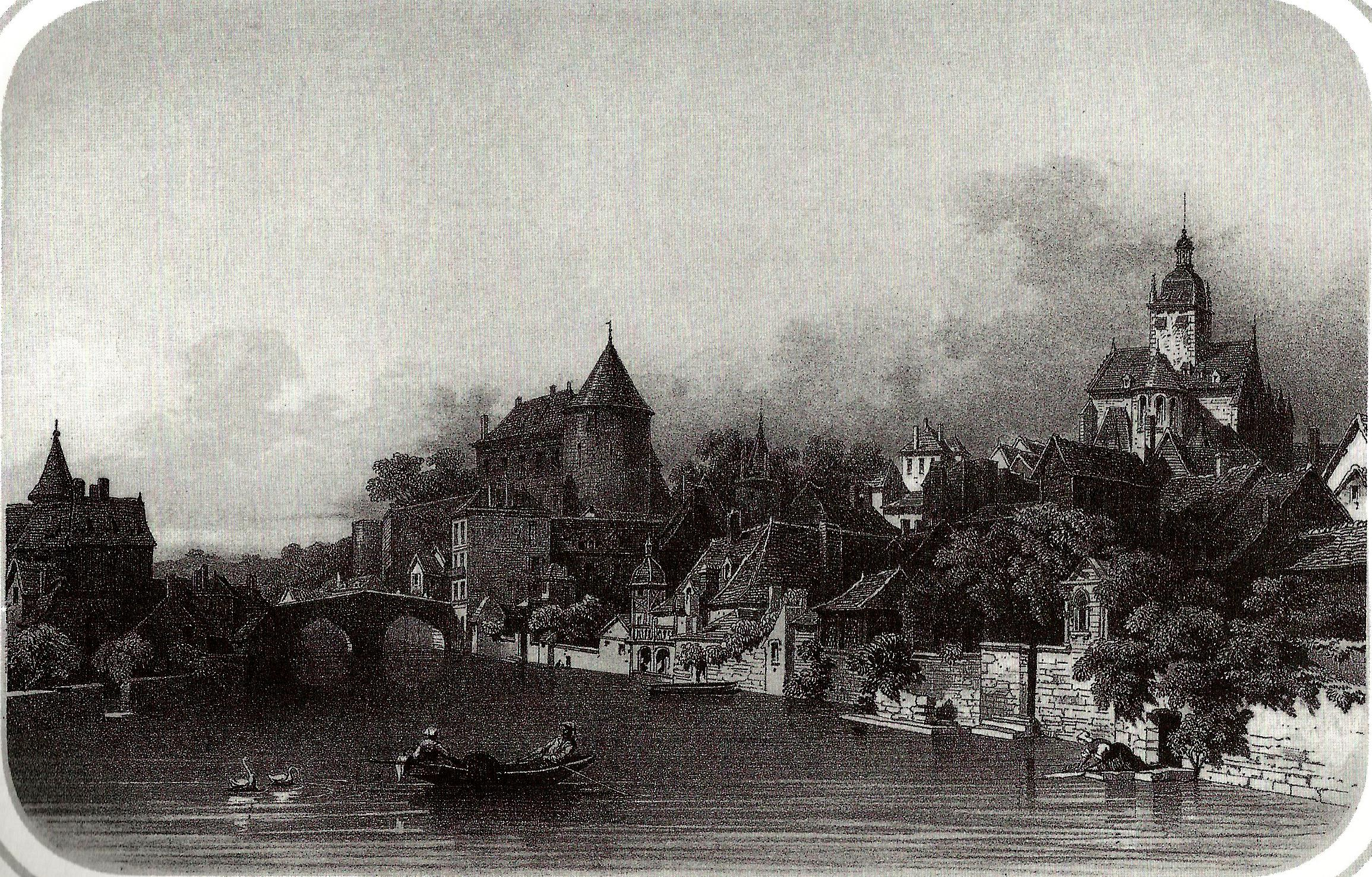
Vue de Mayenne, dessin de Thomas Drake et lithographie d'Henri Daniaud, 1856.

Le matin du 2 novembre, l'avant-garde vendéenne quitte Mayenne et marche sur Ernée qu'elle prend sans rencontrer de résistance. Cependant lorsqu'il apprend la retraite de ses troupes à Ernée, l'adjudant-général Brière fait aussitôt marcher sur la ville les chasseurs du 19e régiment d'infanterie légère, dit les « chasseurs d'Imbert », le bataillon de la Côte-d'Or et quatre canons,,,. Forts de 3 000 hommes, les républicains entrent dans Ernée peu de temps après l'arrivée des Vendéens,. Mais ces derniers font semblant de fuir et attirent les patriotes hors du bourg, où ils les attaquent sur plusieurs côtés et les écrasent sous le nombre,,,. Les républicains sont mis en déroute et laissent autour de 100  à   400 morts,. Après ces combats l'armée vendéenne reste à Ernée pour y passer la nuit.
Pendant ce temps à Fougères, une cérémonie est organisée le soir du 1er novembre, en présence du général Peyre, où les habitants et la garnison jurent au pied de l'arbre de la liberté de « défendre leur liberté et leurs propriétés jusqu'à la mort »,,,,. Le général Peyre, commandant du département de la Manche, vérifie l'état des défenses avant de repartir et de laisser le commandement à l'adjudant-général Brière,,. Le soir du 2 novembre, l'administration de Fougères fait évacuer vers Rennes tous ses registres,  une partie des archives, les fonds de la municipalité et du district et un ou plusieurs barils chargés de l'argenterie saisie dans les églises,,,. Le lendemain, 46 chariots de subsistance sont également éloignés. La plupart des administrateurs prennent la fuite, à l'exception notable du maire François Lesueur, qui décide de rester à son poste,.

## Déroulement

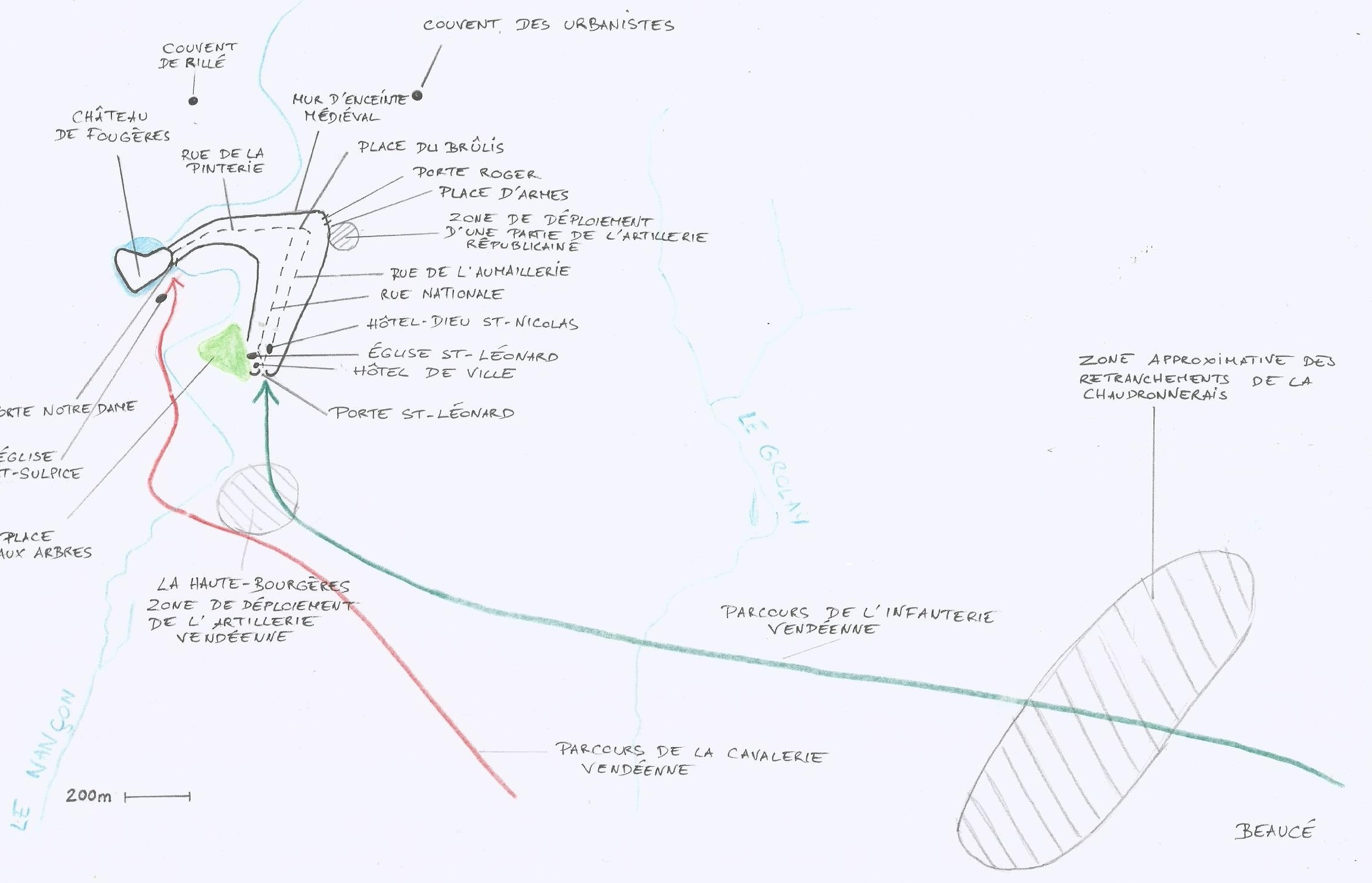
Plan de la bataille de Fougères, le 3 novembre 1793.

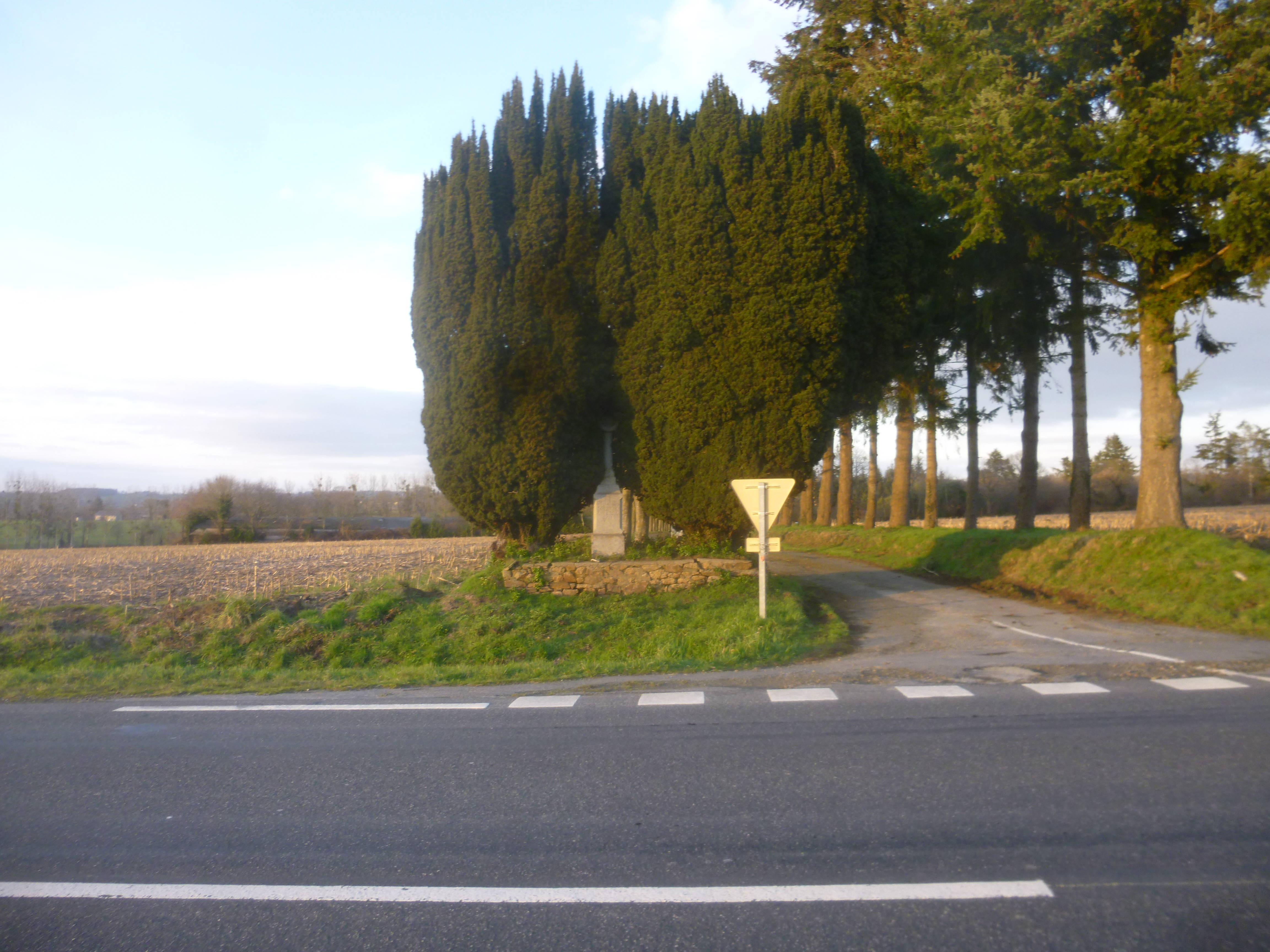
Vue en 2019 de la croix de l'Angevinière, entre Fleurigné et La Pellerine, où s'est engagée la bataille.

Dans la nuit du 2 au 3 novembre, dans l'attente de l'attaque, les habitants de Fougères et les soldats du 19e bataillon d'infanterie légère, du bataillon de chasseurs de la Charente, du 8e bataillon de volontaires du Calvados avec la compagnie des canonniers du Contrat Social, du 6e bataillon de volontaires de la Côte-d'Or et le bataillon de grenadiers et de canonniers de Coutances, placent des canons aux portes de la ville et achèvent l'édification sommaire de retranchements, de tranchées et d'abattis de bois à la Chaudronnerais, près de Beaucé, à 2 kilomètres au sud-est de Fougères,,. Le 3 novembre, à 10 heures du matin, les Vendéens quittent Ernée, menés par Stofflet. L'adjudant-général Brière décide de porter une partie de ses forces à leur rencontre, malgré l'avis contraire de d'Obenheim favorable à ce que toutes les troupes disponibles prennent position derrière les retranchements,. Le 19e bataillon d'infanterie légère se met alors en mouvement et se porte en direction d'Ernée. Il a pour ordre d'entrer en contact avec les Vendéens, puis de se replier afin de les attirer sur les retranchements de la Chaudronnerais. Ceux-ci sont alors tenus au centre par les canonniers de la section du Contrat-Social et sur les côtés par les différents bataillons de volontaires et les gardes nationaux. Des tirailleurs sont également dissimulés derrière les abattis. L'armée vendéenne se met quant à elle en ordre de bataille quelques kilomètres après Ernée et marche sur Fougères divisée en trois colonnes : une au centre sur la grande route et les deux autres sur les côtés à travers champs,.
La rencontre a lieu vers 3 heures de l'après-midi, près du village de l'Angevinière, entre Fleurigné et La Pellerine,,,. À la vue des républicains, les Vendéens utilisent leur tactique habituelle : la colonne du centre bat en retraite, mais les deux autres poursuivent leur avancée sur les flancs, dissimulées derrière les haies et les remblais,. L'avant-garde républicaine se lance à la poursuite de la colonne du centre et tombe dans le piège,,. Assailli sur trois côtés, le 19e bataillon d'infanterie légère perd les deux tiers de ses hommes,,. Les survivants s'enfuient en direction de Fougères, talonnés par les Vendéens,,.

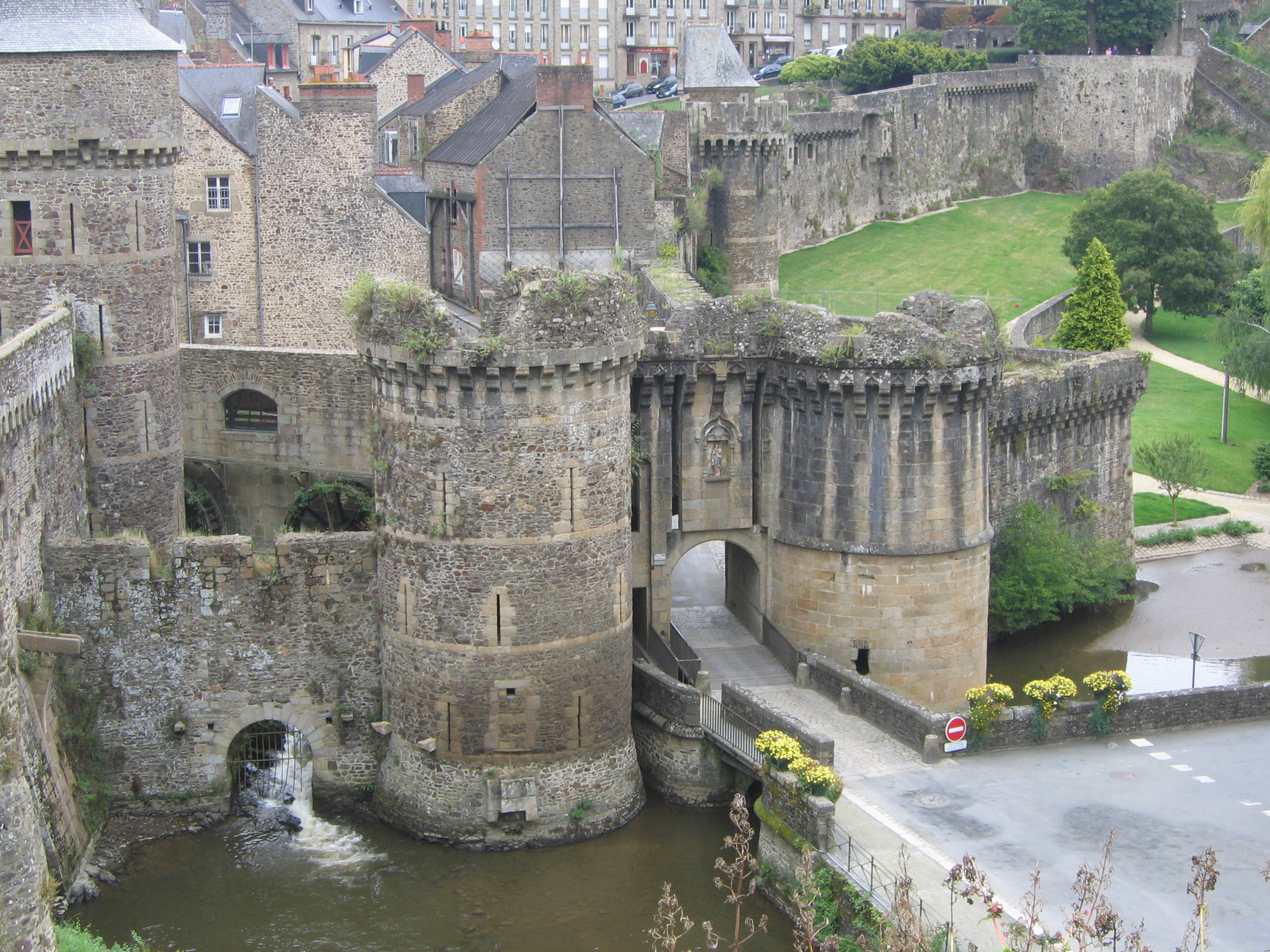
Vue en 2008 de la porte Notre-Dame, située près du château de Fougères.

Les fuyards n'ont pas le temps de se reformer derrière les retranchements de la Chaudronnerais, qui se révèlent inefficaces et sont rapidement pris d'assaut par les Vendéens,,. Une partie des forces républicaines sont déjà dispersées et s'enfuient dans toutes les directions : vers Rennes, Antrain ou même Le Ferré. Les autres se replient à l'intérieur de Fougères en passant par la porte Saint-Léonard, au sud de la ville, située près de l'église Saint-Léonard, jetant la confusion parmi les défenseurs de ce poste,,. D'Obenheim parvient à rallier une partie des fuyards pour défendre la porte.
L'artillerie républicaine ouvre le feu depuis le haut du Roquet, rue de Paris. L'artillerie vendéenne déploie quant à elle ses pièces à la Haute-Bourgère et ouvre le feu sur la porte Saint-Léonard. L'infanterie royaliste mène aussi l'assaut contre cette porte depuis la rue de Vitré et le Nid-aux-Crocs. D'autres fantassins placent des échelles sur les remparts est, dans la rue de Verdun. Pendant ce temps, la cavalerie vendéenne contourne la ville par le sud. Menée par le prince de Talmont et probablement guidée par Aimé Picquet du Boisguy, elle passe par Iné, la Haute-Bourgère, Gibary et Savigny et entre dans la ville par l'ouest, à proximité du château, en franchissant la porte Notre-Dame — ou Porte Saint-Sulpice — qui n'est pas défendue,,,.
Selon le rapport de d'Obenheim, les défenses républicaines à la porte Saint-Léonard ne résistent efficacement qu'un quart d'heure,. Des combats acharnés ont notamment lieu place aux Arbres. Mais du haut de cette position, les patriotes constatent bientôt la prise de la porte Notre-Dame, située en contrebas,. Les soldats républicains cèdent alors la panique et la déroute devient générale,,. Vers cinq ou six heures de l'après-midi, l'armée vendéenne s'engouffre dans la ville,,.

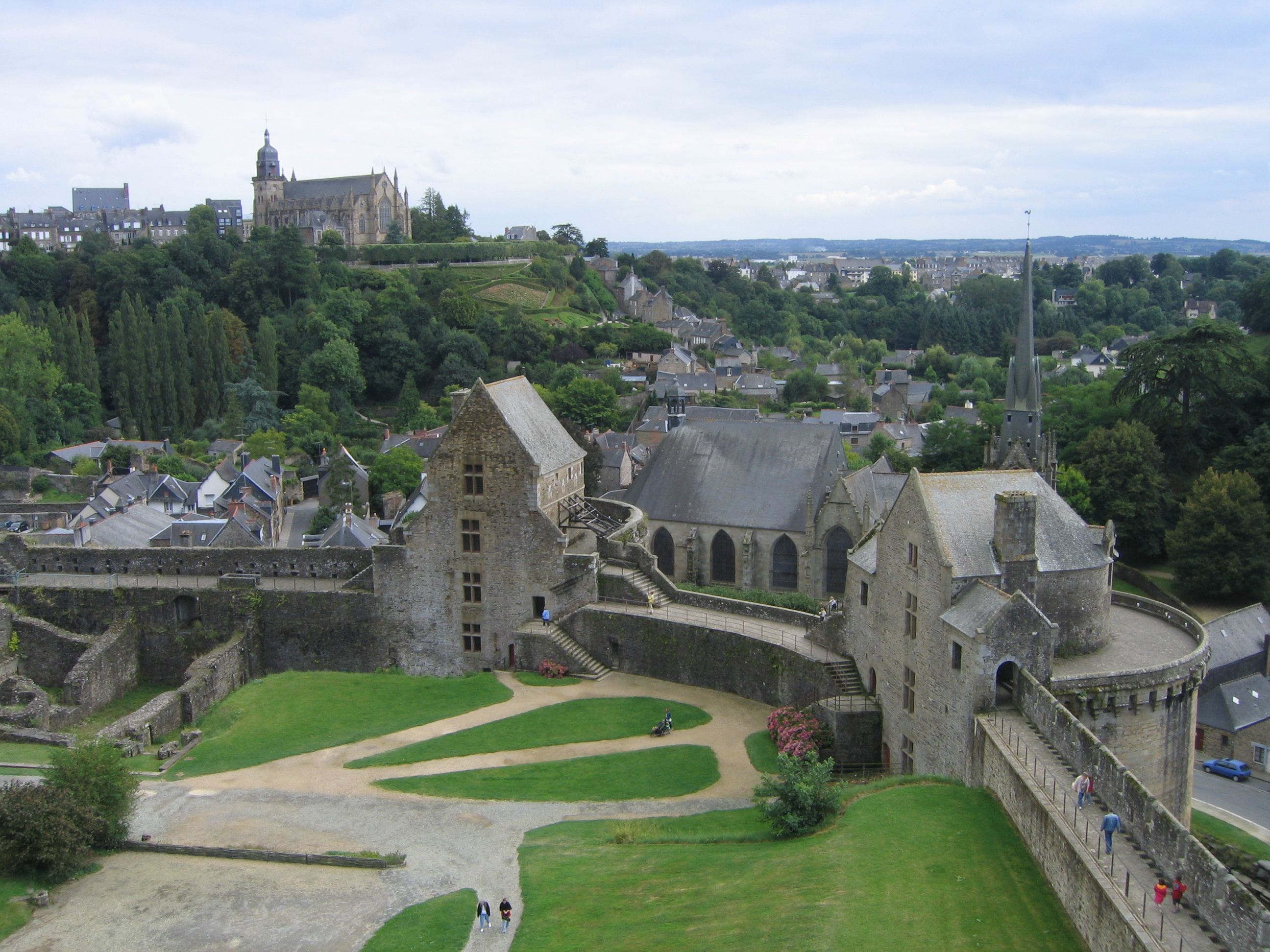
Vues en 2008 de l'église Saint-Léonard, située sur les hauteurs, et de la cour du château de Fougères, situé en contrebas.

Les républicains sont alors complètement désorganisés. Plusieurs centaines d'hommes s'enferment à l'intérieur du château, d'autres tentent de fuir vers Rennes, mais leur retraite est coupée rue de la Pinterie par les hommes de Talmont,,. La lutte y devient alors particulièrement acharnée, certains soldats tentent de se réfugier dans les maisons, mais plusieurs en sont délogés et exécutés,. 
Les Vendéens s'emparent de la mairie, où ils brûlent de nombreuses archives et papiers de l'administration, en particulier des listes de suspects, des listes de recrutement et des listes de contributions. Le maire Lesueur est arrêté, ainsi que plusieurs notables patriotes. Le capitaine d'Obenheim est découvert caché dans une maison et fait prisonnier. Son adjoint, Rallier, est également capturé. Les derniers défenseurs, retranchés dans le château, se rendent,,. La bataille s'achève alors après avoir duré entre trois et quatre heures.
La plupart des soldats républicains qui parviennent à fuir se portent en direction de Rennes et de Vitré. Certains sont signalés au Ferré ou à Antrain avant même la fin de la bataille. Le bataillon de Seine-et-Oise arrive à Vitré à 11 heures du soir.

## Pertes

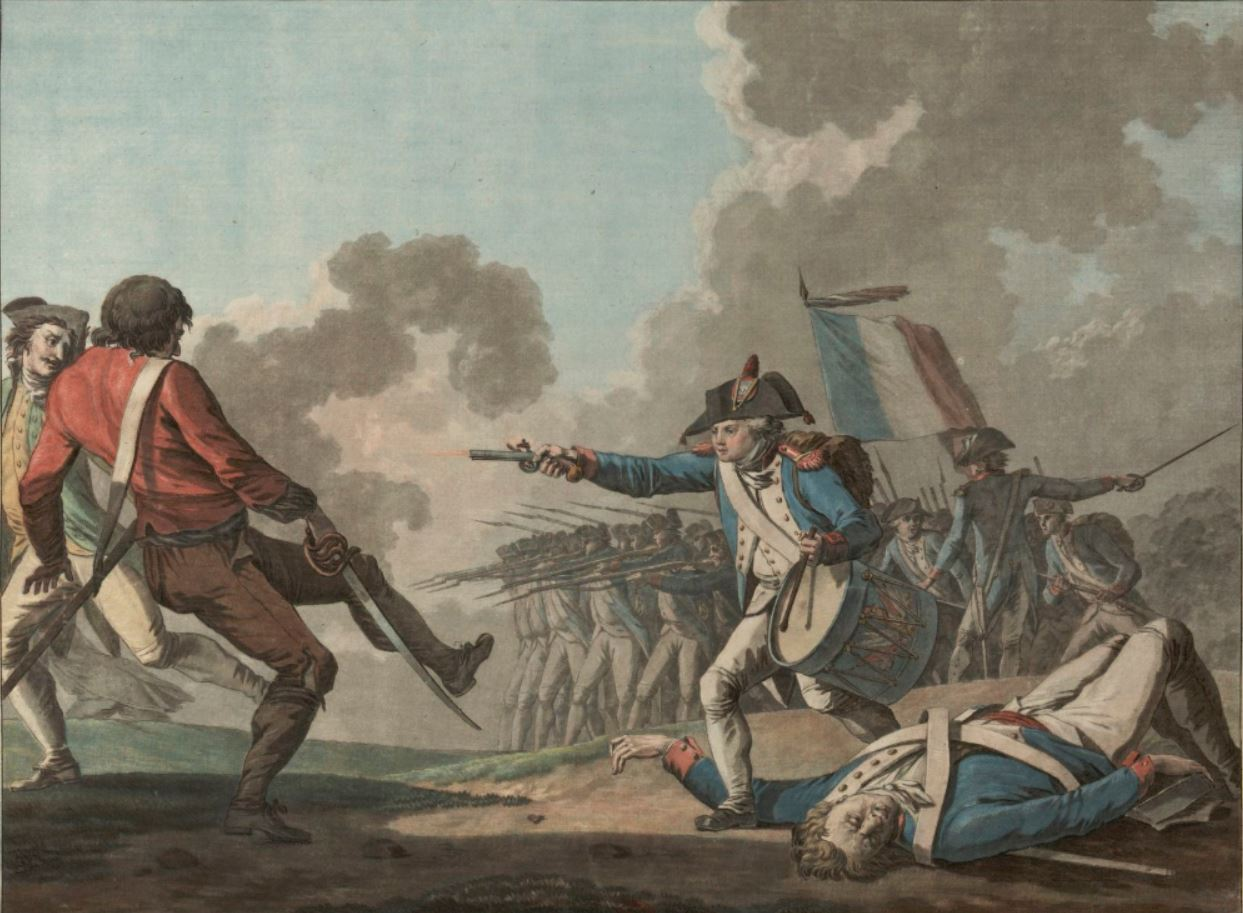
Le tambour Darruder vengeant son père abattu par les Vendéens, eau-forte de Swebach-Desfontaine, 1794.

Les pertes de la bataille ne sont pas connues avec exactitude. En mars 1794, le registre des délibérations de Fougères indique que les corps de 200 volontaires ont été inhumés par le fossoyeur Genetel après la bataille du 3 novembre,,. La marquise de La Rochejaquelein affirme pour sa part dans ses mémoires que 600 républicains ont été tués lors de la prise de la ville,. 
Dans un courrier adressé à Saint-Hilaire-du-Harcouët et daté du 12 novembre, la commune de Louvigné-du-Désert affirme que sur les 100 hommes de son détachement assignés à la défense de Fougères, cinq ont trouvé la mort — le commandant et le capitaine « massacrés dans le château » et trois fusiliers tués au combat — et que « la plupart des autres sont revenus la tête rasée ». La garde nationale de Mellé compte trois morts et celle de La Bazouge-du-Désert en compte quatre, dont un lieutenant fusillé le 4 novembre.
Quinze civils au moins ont également trouvé la mort d'après des actes de décès dressés quelques semaines après la bataille,. Un agent du Comité de Salut public affirme pour sa part dans un rapport qu'une soixantaine de citoyens ont été tués par les Vendéens lors de la prise de la ville,.
Les pertes vendéennes ne sont pas connues. Dans ses « Souvenirs » rédigés en 1795, une jeune femme vendéenne ayant pris part à la virée de Galerne, Pauline Gontard des Chevalleries, écrit que « beaucoup d'ennemis mordirent la poussière, peu de Royalistes périrent ». L'officier royaliste Billard de Veaux écrit quant à lui dans ses mémoires que la résistance « produisit des morts et des blessés des deux côtés, proportionnés à la défense ».
Le nombre des soldats républicains faits prisonniers par les Vendéens est de 400 selon d'Obenheim,. Un bilan de 800 prisonniers est cependant donné dans les mémoires du chef vendéen Poirier de Beauvais, dans celles de la marquise de Donnissan, Marie-Françoise de Durfort-Civrac, et dans un manuscrit rédigé par un témoin oculaire et cité par l'historien royaliste Jacques Crétineau-Joly. Le chef chouan Pontbriand parle quant à lui de 1 500 prisonniers, mais ce nombre est probablement exagéré.
Les soldats républicains capturés sont pour la plupart épargnés,,. Comme à leur habitude, les Vendéens coupent les cheveux de leurs prisonniers afin de pouvoir les reconnaître s'ils devaient ensuite être repris,. Ils sont ensuite libérés contre le serment de ne désormais plus combattre l'Armée catholique et royale, avec menace d'être passés par les armes s'ils devaient à l'avenir trahir leur promesse,.
Certains soldats capturés sont cependant reconnus pour avoir violé leur serment de ne plus porter les armes et sont fusillés. Leur nombre est inconnu. Dans un témoignage au Comité de surveillance de Saint-Lô, un rescapé du 6e bataillon de la Côte d'Or nommé Sinion évoque l'exécution d'au moins vingt soldats. D'après le représentant en mission Jacques Laplanche, une soixantaine de volontaires sont fusillés et les autres relâchés.
L'officier vendéen Henri Michel Gibert affirme dans son « précis historique », que 1 200 prisonniers sont rassemblés à l'intérieur du château après les combats, mais que 300 d'entre eux sont massacrés par une centaine d'hommes menés par Marigny. Selon lui, les 900 autres sont sauvés par l'intervention de La Rochejaquelein qui les fait libérer le lendemain. Ce récit n'est cependant confirmé par aucune autre source. D'Obenheim déclare quant à lui dans son rapport que la plus grande partie des militaires trouvés dans le château sont traités en « prisonniers de guerre », mais que des exactions sont commises envers ceux découverts dans les maisons,. Pauline Gontard des Chevalleries rapporte également que pendant deux jours les Vendéens font des visites dans les maisons particulières et que « tous les Républicains portant l'habit bleu » qui y sont trouvés sont passés par les armes. La marquise de Bonchamps, veuve du général Charles de Bonchamps, écrit dans ses mémoires être parvenue à empêcher un officier de faire fusiller des républicains capturés. Dans ses mémoires, Poirier de Beauvais affirme pour sa part s'être adressé aux prisonniers pour leur proposer de rejoindre ses troupes, mais il indique que la plupart préférèrent recevoir des passeports pour repartir libres et que ceux qui acceptèrent de rallier l'armée désertèrent dès le premier jour de marche hors de Fougères.
Le maire de Fougères, François Lesueur, est également condamné à mort pour une raison inconnue et fusillé le 5 novembre dans l'enceinte de château,,,.

## Occupation de Fougères par les Vendéens

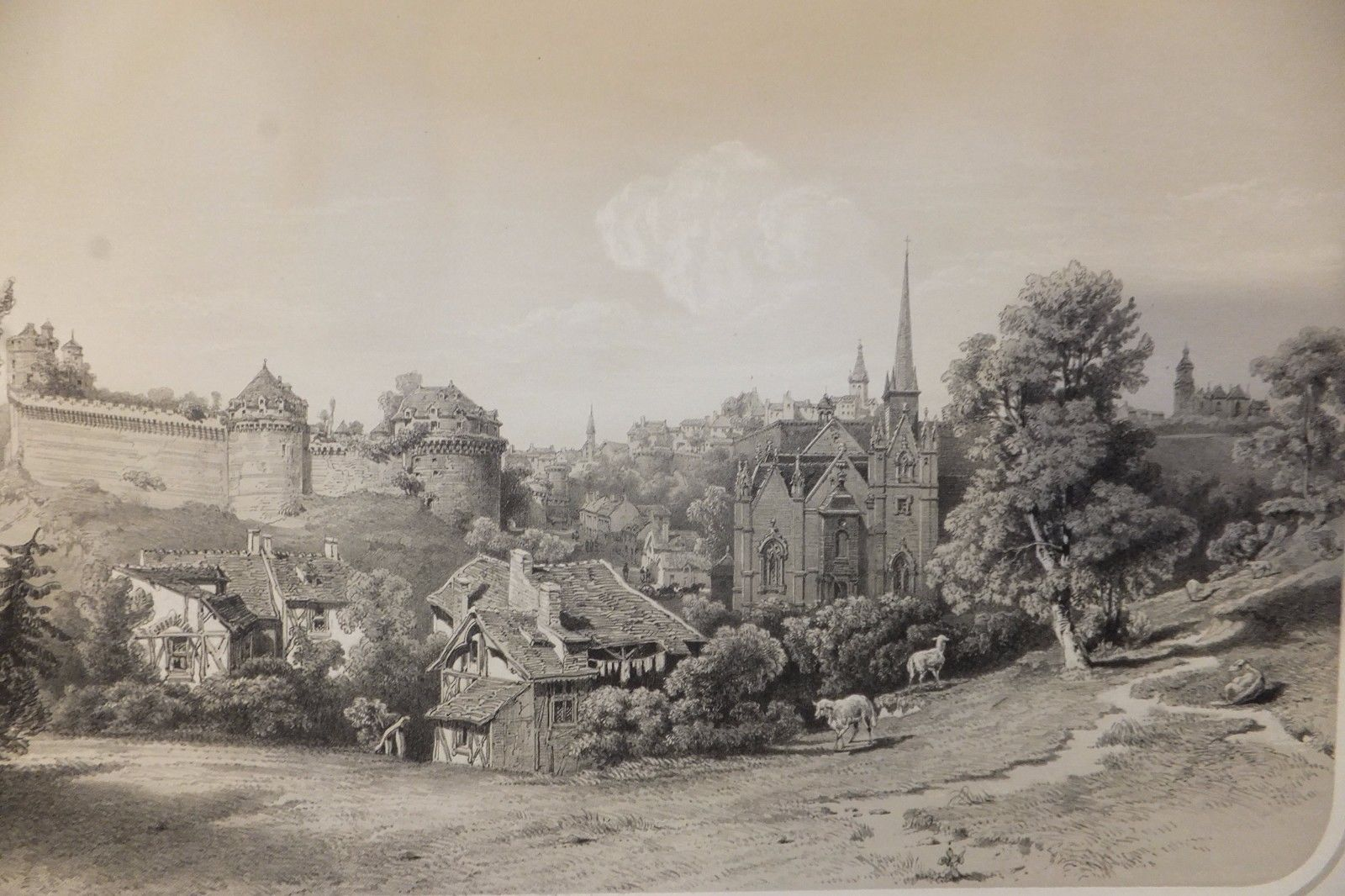
Vue de Fougères, dessin de Thomas Drake et lithographie d'Henri Daniaud, 1856.

À l'arrière du champ de bataille, les non-combattants, les blessés, les malades, les femmes et les enfants passent la nuit à La Pellerine et arrivent à Fougères le 4 novembre. Plus de 500 blessés et malades, souffrant principalement de dysenterie, affluent à l'hospice Saint-Nicolas, près de l'église Saint-Léonard, mais les religieuses peinent à tous les loger et à leur apporter des soins,. En chemin, le général Lescure succombe également à sa blessure reçue trois semaines plus tôt à la bataille de La Tremblaye,. Il expire probablement au village des Besnardières, près du bourg de La Pellerine. Ramené à Fougères, son corps est embaumé à l'hôtel Le Harivel, rue de la Pinterie, par le médecin fougerais Hippolyte Putod et ses entrailles sont enterrées par l'abbé Jagault dans le cimetière de l'église Saint-Sulpice,,. Le service funèbre de Lescure a lieu le 6 novembre à l'église Saint-Léonard,. Mais de crainte qu'il ne soit exhumé par les républicains, le corps sera enterré en secret, peut-être à Avranches ou Fougères, et ne sera jamais retrouvé,,.
Dans les jours qui suivent la prise de Fougères, les Vendéens se répandent dans les communes environnantes,. Ils réquisitionnent des vivres, mettent à contribution les acquéreurs de biens nationaux, abattent les arbres de la liberté, placent des drapeaux blancs en haut des clochers, pillent les presbytères des prêtres constitutionnels et brûlent les papiers administratifs. Les commissaires aux vivres enlèvent quant à eux 80 charretées de grains et 800 bœufs pour ravitailler l'armée. Les combattants sont logés chez les habitants. Le 5 novembre, le conseil militaire fait imprimer un règlement de police signé par La Roche Saint-André et de Laugrenière, prévenant que le vol et le pillage emportent la peine de mort pour les officiers comme pour les soldats,. Selon la marquise de La Rochejaquelein, le prince de Talmont festoie et participe pendant deux jours, ainsi que quelques soldats, à de véritables orgies avec des prostituées trouvées à la suite de l'armée républicaine. Un mariage a également lieu le 8 novembre à l'église Saint-Léonard, entre Émilie-Louise-Charlotte de Bonchamps — sœur du général Charles de Bonchamps — et un officier nommé Charles-Marie Goguet de la Salmonière.

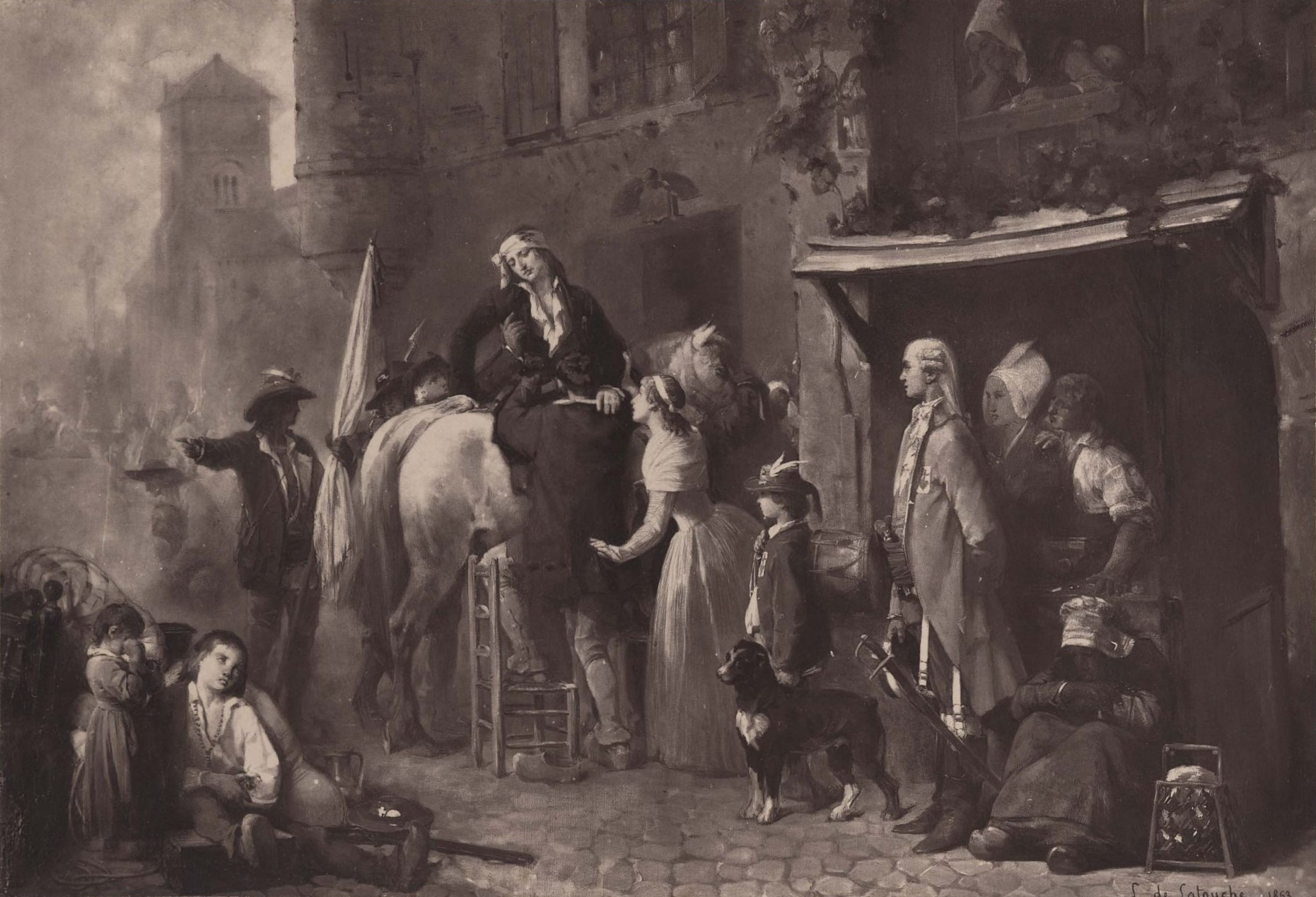
Mort du marquis de Lescure, huile sur toile de Louis de Latouche, 1863.

Quelques soldats républicains et des paysans de région se joignent à l'armée vendéenne,. Georges Cadoudal, alors officier depuis plusieurs mois dans la division de Bonchamps, retrouve aussi l'armée vendéenne à Fougères, en ramenant avec lui 150 volontaires morbihanais,,. Ancien procureur général syndic du Calvados, ami de Charlotte Corday et impliqué dans l'insurrection fédéraliste en Normandie, Jean-Charles-Hippolyte Bougon-Longrais est arrêté par une patrouille vendéenne dans la forêt de Fougères peu de temps après la bataille,. Sur le point d'être fusillé, il est sauvé par le prince de Talmont,. Celui-ci aurait alors cherché à s'attacher les restes du parti girondin, et Bougon-Longrais se joint aux royalistes,,,. Fait prisonnier lors de la bataille, Alexandre Magnus d'Obenheim rejoint également le camp vendéen avec le soutien de Marigny ou de Talmont,,,. Rallier, pourtant anciennement lié à la conjuration bretonne, refuse quant à lui de faire défection, mais il est remis en liberté,.
Selon la marquise de La Rochejaquelein, le conseil militaire est réorganisé à Fougères pour compter désormais 25 officiers, mais elle ne peut citer dans ses mémoires les noms de tous ses membres, ni les fonctions exactes de certains d'entre-eux. Henri de La Rochejaquelein est maintenu comme généralissime, Donnissan comme président du conseil de guerre, Stofflet comme major-général, Talmont comme chef de la cavalerie et Marigny comme chef de l'artillerie. Des signes distinctifs sont donnés aux commandants pour qu'ils puissent plus facilement se faire reconnaître de leurs hommes : les généraux adoptent des ceintures blanches avec quelques variations — nœud noir pour La Rochejaquelein et Donnissan, bleu pour Marigny — tandis que les officiers se revêtent d'une écharpe blanche au bras gauche. Le 5 novembre, Hippolyte Putod est nommé par Donnissan à la tête de l'« Armée catholique et royale de Fougères » qui rassemble alors 3 000 à 4 000 recrues locales,,,. Le Mercier de Morière est nommé pour diriger l'administration civile de la ville. Alexandre Magnus d'Obenheim est quant à lui placé à la tête du génie militaire de l'armée vendéenne et est même admis au conseil,,.
Mais comme à Laval, le conseil militaire vendéen est divisé sur la route à prendre. Deux émigrés déguisés en paysans bretons, Freslon et Bertin, arrivent alors à Fougères, porteurs de dépêches du gouvernement britannique dissimulées dans un bâton creux,. C'est la deuxième fois depuis le début du conflit que les Vendéens reçoivent un contact des Anglais. Le Home Secretary britannique Henry Dundas propose alors d'apporter de l'aide aux Vendéens s'ils s'emparent d'un port,,. Mais les émissaires apportent également un autre message du maréchal de camp Louis Ambroise du Dresnay, un des chefs de l'émigration, lequel invite les Vendéens à se méfier des promesses anglaises, indiquant que les troupes émigrées sous ses ordres à Jersey ont été désarmées et que toutes leurs demandes pour débarquer en France ont été rejetées,,. Constatant la situation désespérée de leur armée et l'opportunité de pouvoir mettre à l'abri les blessés, les femmes et enfants, plusieurs officiers vendéens préconisent de suivre le plan anglais et de prendre un port,,. D'Obenheim recommande alors d'attaquer Granville, où il a personnellement participé à l'édification des défenses,,. Bougon-Longrais engage pour sa part l'armée à marcher sur Cherbourg, dont les défenses sont dépourvues de fortifications du côté de la terre. Une offensive sur Saint-Malo est également envisagée. D'autres chefs en revanche, sont toujours favorables à une attaque sur Rennes,. Mais le 5 novembre, le conseil militaire opte pour la prise d'un port.
Le 6 novembre, l'avant-garde de l'armée vendéenne se met en mouvement et gagne Antrain et La Fontenelle,. Le gros de l'armée sort de Fougères le 8 novembre et rejoint l'avant-garde,,. Hostile à une marche vers les côtes, Stofflet s'engage de sa propre autorité sur la route de Rennes avec ses troupes, mais il constate cette fois qu'il n'est pas suivi et doit faire demi-tour,. Il rejoint le reste de l'armée à Tremblay et Romazy. Putod est laissé à Fougères à la tête de ses recrues de la « Petite Vendée » afin de former une arrière-garde, mais il quitte la ville avec ses troupes entre le 9 et le 13 novembre et rejoint l'armée à Dol-de-Bretagne,,. Les Vendéens laissent derrière eux plusieurs blessés et malades à hôpital Saint-Nicolas et dans des maisons particulières,. D'après les officiers municipaux de Louvigné-du-Désert, les Vendéens ont perdu à Fougères 30 hommes par jour des suites des maladies et ils ont emporté avec eux 40 charrettes de blessés en quittant la ville.
Dol-de-Bretagne est prise par l'avant-garde vendéenne le 7 ou le 8 novembre,. L'état-major royaliste est toujours indécis, mais il apprend que Saint-Malo a été mis en état de défense,,. Rennes, de son côté, est également tenue par d'importantes troupes. Finalement, après de longues discussions et hésitations, l'état-major opte pour la proposition de d'Obenheim, qui assure connaître parfaitement la place et garantit le succès de l'entreprise,. Le 9 novembre, à Dol-de-Bretagne, les chefs vendéens rédigent leur réponse qu'ils remettent aux deux émissaires pour qu'ils la transmettent aux Anglais et dans laquelle ils annoncent qu'ils vont marcher sur Granville,,,.

## Reprise de la ville par les républicains

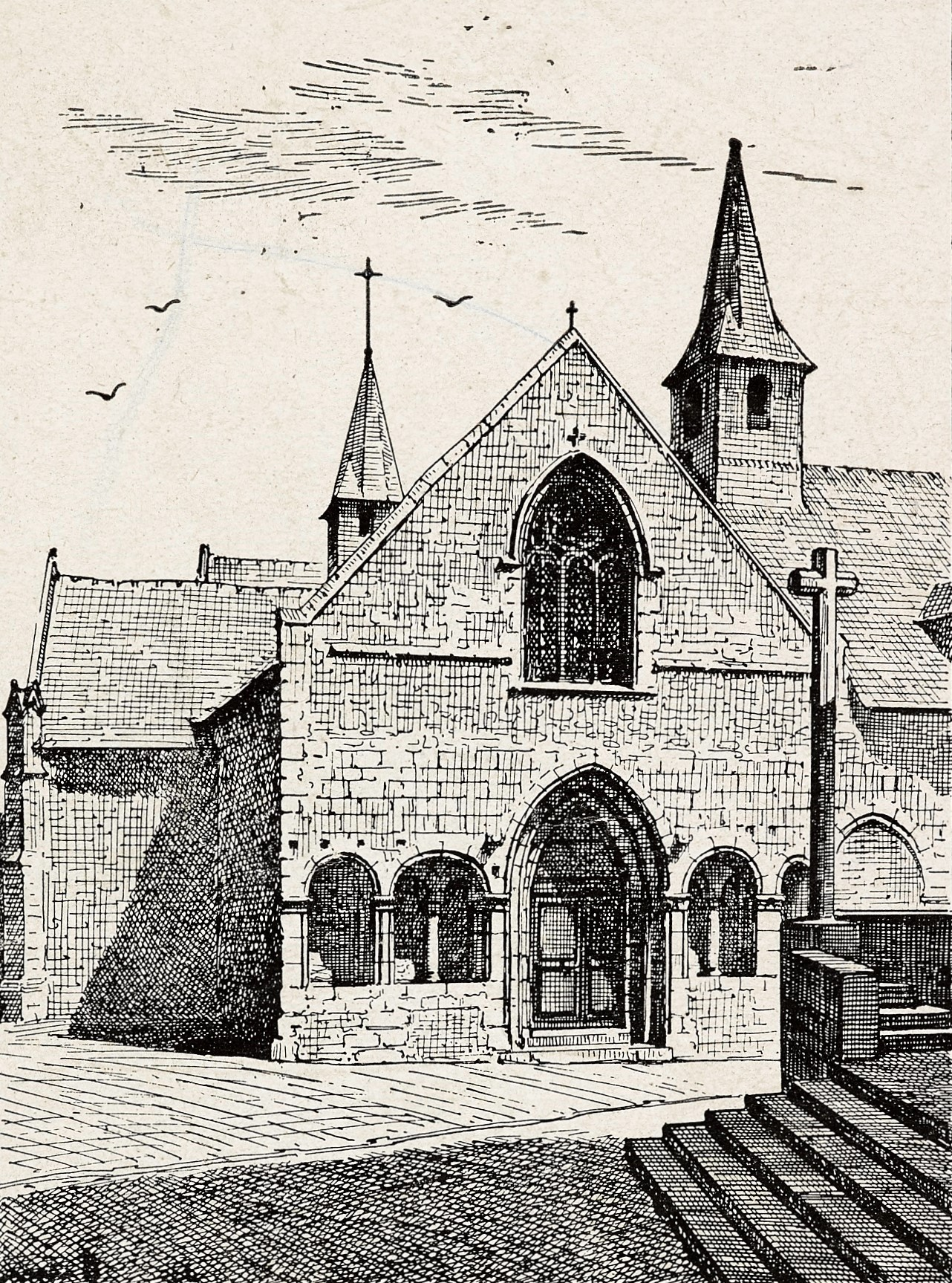
La chapelle de l'hôpital Saint-Nicolas à Fougères, détruite en 1865, située face à l'église Saint-Léonard. Dessin de Théophile Busnel réalisé vers 1882.

Après le départ des Vendéens, les officiers municipaux encore présents à Fougères se réunissent à la mairie afin de prendre des mesures pour contrer l'épidémie de dysenterie et trouver le moyen de ravitailler la population en vivres. Rallier, l'officier municipal Lemeunier-Godinière et le médecin Le Breton sont alors délégués à Rennes pour rendre compte de la situation de la ville,. Mais, étant porteurs de laissez-passer signés par le chef royaliste Putod, les trois hommes apparaissent suspects aux yeux du comité de surveillance, qui les fait arrêter et les envoie devant la commission militaire révolutionnaire,,,. Ils sont cependant remis en liberté quelques jours plus tard sur les instances des administrateurs du district de Fougères alors réfugiés à Rennes,.
Les administrateurs de Fougères obtiennent de Rennes des secours en argent et en vivres. À Antrain, le général Kléber charge les généraux Canuel et Amey de réoccuper Fougères,,,. La date de la reprise de la ville par les républicains varie selon les sources : elle a lieu le 17,,, le 18,, ou le 19 novembre,,.
Dès leur arrivée et sans avoir reçu d'ordre, les soldats républicains torturent et massacrent tous les blessés et malades que les Vendéens ont laissés derrière eux, y compris les femmes,,,,,,. Le nombre des victimes n'est pas connu. Selon le témoignage d'une religieuse, la Mère Sainte-Catherine, une trentaine de mourants sont achevés dans l'Hôtel-Dieu Saint-Nicolas. Des tueries pourraient également avoir eu lieu dans d'autres hôpitaux, à Saint-Louis et à la Providence,. Simon, commandant temporaire de Mortain, fait état dans une lettre au représentant Garnier de Saintes de la présence d'environ 200 malades à Fougères avant l'arrivée des troupes républicaines. Dans une lettre à la commission militaire Brutus Magnier, les administrateurs de la Mayenne vont jusqu'à affirmer que 2 000 personnes ont été égorgées à Fougères par les troupes de Canuel, mais ce nombre est certainement exagéré,. Les républicains cependant ne s'attardent pas à Fougères et sont rapidement rappelés à Antrain. Ils quittent la ville le 21 novembre. Le 19 novembre, les administrateurs et la garde nationale de Fougères sont autorisés par le représentant Pocholle à regagner leur ville. Ils se mettent en route le lendemain et couchent à Saint-Aubin-du-Cormier, mais ils reçoivent ensuite l'ordre de retourner à Rennes, qui s'inquiète des nouvelles avancées vendéennes.
L'armée vendéenne atteint Granville le 14 novembre après être passée par Pontorson et Avranches,. Le siège est un échec complet et les assaillants, découragés, refluent dès le lendemain,. La Rochejaquelein veut alors marcher sur Cherbourg, mais refusant d'écouter leurs chefs, les combattants font demi-tour, décidés à regagner la Loire pour retrouver leur pays,. Le 20 novembre, les Vendéens sont de retour à Dol-de-Bretagne, mais ils trouvent la route barrée par les 20 000 hommes des généraux Rossignol, Kléber et Marceau déployés dans la région d'Antrain,,. Les républicains lancent l'attaque sur Dol le 21 novembre. Lors de combats très meurtriers, les Vendéens repoussent l'assaut, contre-attaquent et emportent Antrain dans la nuit du 21 au 22 novembre,. L'armée républicaine se replie sur Rennes. Après avoir trouvé à Antrain des soldats républicains libérés à Fougères et appris les massacres des blessés dans cette même ville, les Vendéens fusillent sommairement une partie de leurs prisonniers,,,.
Toujours indécis, l'état-major royaliste hésite ensuite entre marcher sur Rennes, Laval ou même retourner à Granville, mais les combattants prennent eux-mêmes l'initiative de reprendre la route parcourue à l'aller,. Le 23 novembre, les Vendéens sont de retour à Fougères,. Le lendemain, ils chantent un Te Deum à l'église Saint-Léonard pour leur victoire à Dol, avant de reprendre leur route sur Laval,,.
Les administrateurs, la garde nationale et certains habitants retournent à Fougères le 5 décembre,. La ville est alors dans un triste état, les locaux administratifs ayant été saccagés, plusieurs maisons pillées et de nombreux habitants s'étant enfuis par crainte des combats, des disettes ou des épidémies. L'arbre de la liberté, qui avait été abattu par les Vendéens, est replanté place du Brûlis le 7 décembre. Mais les administrateurs s'alarment rapidement d'un courrier, écrit le 9 novembre à l'adresse de la Convention nationale par le représentant en mission Laplanche, alors à Vire, ayant accusé la population fougeraise d'avoir pactisé avec les Vendéens : « J'appelle toute l'indignation de la Convention sur la commune de Fougères. Plusieurs scélérats, habitants de cette ville, ont fusillé les défenseurs de la Patrie au moment où ils traversaient les rues, et la garde nationale était immobile à son poste ». Les administrateurs de Fougères redoutent alors une application du décret de 1er novembre, adopté par la Convention nationale, qui proclamait que : « toute ville de la république qui recevra dans son sein des brigands, ou qui leur donnera des secours ou qui ne les aura pas repoussés avec tous les moyens dont elle est capable, sera punie comme une ville rebelle, et en conséquence elle sera rasée »,,,. Ils protestent donc auprès du conseil du département et de la Convention en dénonçant des « calomnies atroces »,. À leur demande, la commission militaire révolutionnaire Brutus Magnier rédige une adresse « aux ci-devant Normands » affirmant que « jamais Fougères n'avait cessé de bien mériter de la Patrie ». Plusieurs citoyens rédigent un mémoire pour se justifier, daté du 21 décembre, accusant au passage l'adjudant-général Brière d'incompétence et une partie des soldats de lâcheté,. Le 1er janvier 1794, le représentant Carrier écrit également au Comité de Salut public que Laval, Fougères et Château-Gontier ne sont plus habitées que par des contre-révolutionnaires et réclame des « mesures terribles » contre ces trois villes et les communes environnantes. L'affaire en reste cependant là.

## Répression

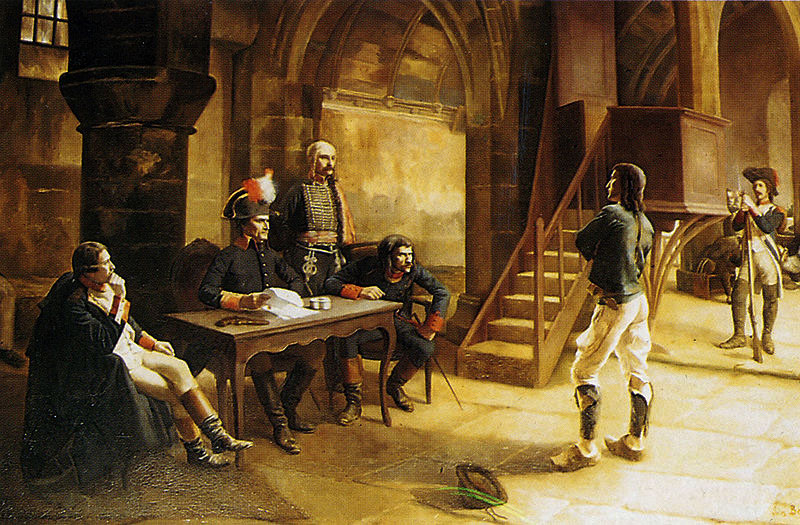
Interrogatoire du prince de Talmont, huile sur toile de Jules Benoit-Lévy, 1895, Historial de la Vendée, Les Lucs-sur-Boulogne.

Le 21 novembre 1793, Hippolyte Putod est capturé avec son domestique à Beaumont, dans la commune de Combourg. Conduit à Rennes, il est condamné à mort par la commission militaire révolutionnaire Vaugeois,. Il est exécuté entre le 22 et le 24 novembre,,,.
Le prince de Talmont quitte l'armée vendéenne à Blain, vers le 20 décembre 1793. Le 31 décembre, il est arrêté par des gardes nationaux à Malagra, dans la commune de La Bazouge-du-Désert, avec quatre autres hommes, dont Bougon-Longrais,. Conduit à Fougères sans être immédiatement identifié, il est trahi involontairement par la fille de l'aubergiste de l'hôtel Saint-Jacques qui prononce son nom en l'apercevant dans la rue Porte-Roger. Il est ensuite envoyé à Rennes, puis Vitré, où il est condamné à mort par la commission Vaugeois, et enfin Laval. Bougon-Longrais et deux autres des compagnons de route de Talmont sont pour leur part condamnés à mort et guillotinés le 5 janvier 1794 à Rennes, sur la place du Parlement-de-Bretagne. Talmont est quant à lui guillotiné le 27 janvier 1794, place du Marché-au-Blé à Laval, et sa tête est placée sur une pique en haut des grilles de son château.
L'officier du génie Alexandre Magnus d'Obenheim déserte l'armée vendéenne à la mi-décembre 1793, après la bataille du Mans,. Grâce à la protection de Lazare Carnot, ancien camarade de l'école royale du génie de Mézières et membre du Comité de salut public, il réintègre l'armée républicaine sans passer par un jugement et même avec un avancement. Il rédige ensuite un rapport sur le déroulement de la campagne et clame avoir sciemment orienté le conseil militaire vendéen pour attaquer la ville bien fortifiée de Granville.
Le 21 novembre 1793, la commission militaire révolutionnaire Brutus Magnier est créée à Antrain par les représentants en mission Prieur de la Marne, Louis Turreau et Bourbotte. Elle arrive à Fougères le 9 décembre 1793 et tient ses séances dans la mairie,. Le 13 décembre, elle condamne à mort deux hommes, Vary et Giffard, coupables d'avoir accepté les fonctions de commissaires à la levée des hommes de l'Armée catholique et royale. Ils sont fusillés le lendemain sur la place aux Arbres,. Mais le 15 décembre, la commission retourne à Rennes lorsqu'elle apprend que les Vendéens ont réoccupé Laval.
Le Comité révolutionnaire et la Société populaire de Fougères continuent cependant de procéder à des perquisitions et à des arrestations et plusieurs suspects sont envoyés à Rennes pour y être jugés. De décembre 1793 à début avril 1794, la commission Brutus Magnier fait exécuter 48 personnes de Fougères et de ses environs. Le Comité révolutionnaire de Fougères demande à la commission militaire de faire procéder à des exécutions dans sa ville, ce qu'elle finit par accepter,. 
Le 9 avril, le Comité révolutionnaire fait conduire 32 accusés à Rennes. Le 14 avril, 17 d'entre eux y sont condamnés à mort. Le 15 avril au matin, Defiennes, l'accusateur militaire de la commission Brutus Magnier,, se rend à Fougères avec les condamnés, la guillotine et une escorte du 12e bataillon d'Orléans. L'échafaud est dressé place du Brûlis ou place d'Armes. Les 17 condamnés sont exécutés dans la journée,. La tête d'un noble, Paul-Jérôme du Pontavice, accusé d'émigration, est promenée sur une pique dans les rues de la ville et présentée à la fenêtre d'une de ses parentes. Celle d'un nommé Pierre Vaucelle, condamné pour avoir frappé du pied le cadavre d'un soldat républicain, est exposée en haut de la porte Saint-Léonard,,. Elle y reste jusqu'au 20 juin.
Quatre personnes sont encore guillotinées le 21 avril. Le 24 avril, 21 personnes sont jugées, deux sont acquittées et 19 sont condamnées à mort, dont trois femmes, et exécutées le jour même,. La tête de Joseph Thomas, ancien maire de Landéan, exécuté pour avoir favorisé les chouans, est placée sur le clocher de sa commune et celle d'un nommé Pierre Dourdain, condamné pour avoir forcé un patriote sous peine de mort de crier « Vive le Roi », est placée en haut du clocher de Dompierre-du-Chemin,. 
Le 3 mai, Defiennes retourne à Rennes avec la guillotine. Au total, 44 personnes ont été exécutées à Fougères. Entre le 25 avril et 5 mai, 18 habitants du district de Fougères sont encore guillotinés ou fusillés à Rennes. Le 5 juin 1794, la commission Brutus Magnier est dissoute par le représentant Laignelot.
Au total, 222 personnes du district de Fougères passent devant la commission Brutus Magnier entre novembre 1793 et juin 1794 et parmi celles-ci 114 sont condamnées à mort et exécutées, 9 sont condamnées à la prison ou à la déportation et 99 sont acquittées. La grande majorité des condamnés sont désignés comme « brigands » ou « chouans ». D'autres personnes sont victimes d'exécutions sommaires dans les campagnes ou meurent en prison. D'autres encore, capturées hors du département d'Ille-et-Vilaine, sont jugées et condamnées par d'autres commissions militaires mais leur nombre n'est pas connu.

## La Chouannerie

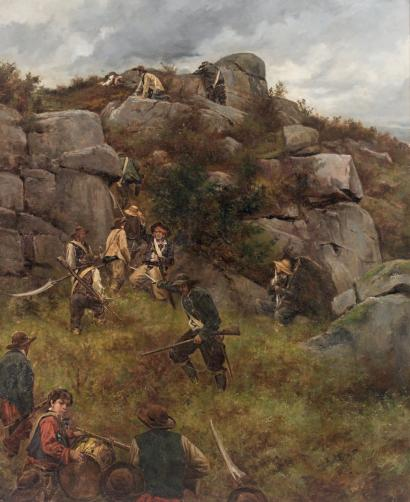
L'assaut des Chouans, huile sur toile d'Adolphe Pierre Leleux, XIX.

La retraite des Vendéens ne ramène cependant pas la paix dans le pays de Fougères ni dans l'ensemble des régions touchées par le conflit au nord de la Loire. Celles-ci continuent d'être parcourues par des insurgés qui sont bientôt désignés par le nom de « chouans ». Formés autour d'un noyau de combattants aguerris de la « Petite Vendée », les chouans pratiquent une sorte de guérilla qui naît dans les zones parcourues par les Vendéens, puis qui s'étend progressivement à travers la Bretagne, le Maine, l'Anjou et une partie de la Basse-Normandie. La virée de Galerne est à l'origine directe de la chouannerie. 
Le 19 décembre 1793, sur l'ordre du représentant Jeanbon Saint-André, une petite armée de 8 000 hommes commandée par le général Beaufort arrive à Fougères depuis la Manche pour combattre les chouans. Fin décembre 1793, Aimé Picquet du Boisguy réapparaît dans le pays de Fougères après avoir quitté les Vendéens à la fin de la bataille du Mans avec 80 rescapés de sa troupe initiale,. Bien qu'âgé de seulement 17 ans, il devient le chef incontesté des chouans de la région. À partir de février 1794, la rébellion se manifeste véritablement dans le pays de Fougères lorsque Boisguy mène des rassemblements de plusieurs centaines d'hommes et commence à s'attaquer à des communes et des cantonnements patriotes. Début 1794, les républicains mobilisent encore 5 000 hommes dans l'est de l'Ille-et-Vilaine.
Le 9 mai 1794, les conventionnels Dubois-Crancé, Alquier et François-Primaudière écrivent depuis Rennes au Comité de salut public : « Les districts de Vitré, Fougères et La Guerche sont gangrenés. […] La chouannerie est la maladie pédiculaire du pays. […] Là où il y a un homme, il y a un chouan de fait ou d'intention. Les patriotes y sont dans une excessive minorité »,. Les combats dans la région vont durer jusqu'en 1800.